# Vittorio Giardino
Vittorio Giardino (Bologna, 24 dicembre 1946) è un fumettista italiano.

## Biografia
Avviato al lavoro di ingegnere elettronico con buon successo, al punto da diventare manager, Giardino decide successivamente di dedicarsi professionalmente alla sua passione per il fumetto. Le sue prime storie, ad esempio quelle contenute nell'antologia collettiva Indagini nell'altroquando degli anni settanta, sono caratterizzate da sceneggiature di buon livello accompagnate però da un disegno inesperto e molto rigido. Il talento di Giardino maturò in lavori successivi, crescendo sia a livello tematico e culturale sia a livello grafico con lo sviluppo di una "linea chiara" molto personale.
I fumetti di Giardino si caratterizzano per la scelta di ambientazioni storiche spesso oscure, fra cui i periodi del nazismo, della guerra civile spagnola e dello stalinismo, consentendo al loro autore di mettere in scena storie via via più raffinate e corpose con grande varietà di generi, passando dall'hard-boiled di Sam Pezzo alla spy-story sociopolitica di Max Fridman, al fumetto erotico con Little Ego, fino ad arrivare a Jonas Fink, romanzo di formazione di un giovane ebreo praghese dal dopoguerra alla caduta del muro.
Giardino è noto soprattutto in Italia, Francia e USA. Le sue opere sono state pubblicate in diciotto paesi e tradotte in quattordici lingue, tra cui francese sulle riviste Circus, Vecu e (À Suivre), spagnolo su Cimoc e Cairo in Spagna e Puertitas in Argentina, greco su Babél, svedese su Epix, tedesco su Moxxito, norvegese su Bond, portoghese su Seleçoes BD in Portogallo, e giapponese su Morning.
I fumetti di Giardino sono stati tradotti in svariate lingue, tra cui francese, spagnolo, inglese, olandese, tedesco, islandese, polacco, portoghese, greco, croato, ungherese, ceco, danese, norvegese, svedese, finlandese, cinese, giapponese, e ha partecipato a varie edizioni del Lucca Comics and Games.

## Opere
- Pax Romana (1978)
- Da territori sconosciuti (1978)
- Ritorno felice (1978)
- La Predella di Urbino (1978)
- Encomiendero (1978)
- Un cattivo affare (1978)
- Sam Pezzo: Piombo di mancia (1979)
- Sam Pezzo: Nessuno ti rimpiangerà (1979)
- Sam Pezzo: Risveglio amaro (1980)
- Sam Pezzo: La trappola (1979)
- Sam Pezzo: Merry Christmas (1980)
- Sam Pezzo: L'ultimo colpo (1980)
- Sam Pezzo: Juke box (1981)
- Max Fridman: Rapsodia Ungherese (1982)
- Sam Pezzo: Shit City (1982)
- Sam Pezzo: Night fire (1983)
- L'ultimatum (1983)
- C'era una volta in America (1984)
- A Carnevale... (1984)
- Circus (1984)
- A Nord-Est di Bamba Issa (1984)
- Max Fridman: La Porta d'Oriente (1985)
- Little Ego (1985-1989)
- Umido e Lontano (1987)
- Sotto falso nome (1987)
- Candidi segreti (1988)
- Safari (1988)
- Fuori stagione  (1988)
- Quel brivido sottile  (1988)
- Il ritrovamento di Paride (1988)
- Little Ego: Beduini (1989)
- La terza verità (1990)
- Jonas Fink: 1-L'infanzia (1991)
- Restauri (1992)
- Vecchie volpi (1993)
- La rotta dei sogni (1993)
- Troppo onore (1993)
- La giacca stregata (1996, adattamento dal racconto omonimo di Dino Buzzati)[4]
- Isola del mito (2000)
- Jonas Fink: 2-L'adolescenza (1998)
- Max Fridman: No Pasaràn vol. I (2000)
- Max Fridman: No Pasaràn vol. II (2002)
- Il maestro (2003)
- Lusso: l'eterno desiderio del successo, (2007), EAN 9788873901334
- Max Fridman: No Pasaràn vol. III (2008)
- La metà seducente (2009), ISBN 88-7390-166-2
- Vacanze fatali (2009), EAN 9788817036702
- Max Fridman: No Pasaràn, una storia di Max Fridman. Edizione integrale di No Pasaràn (2012) ISBN 9788817042413
- Sam Pezzo: Un detective, una città. Tutte le storie di Sam Pezzo. (2016) ISBN 9788817090254
- Jonas Fink: 3-Il libraio di Praga.(2018)[5] ISBN 9788817097659
- Jonas Fink: Una vita sospesa. Edizione integrale di Jonas Fink (2018) ISBN 9788817102728
- Max Fridman: Rapsodia ungherese (2019) ISBN 9788817109871
- Viaggi, sogni e segreti (2020) ISBN 9788817149778
- Max Fridman: I cugini Meyer (2025) ISBN 9788817189972

## Premi
- Con Rapsodia Ungherese vince lo Yellow Kid nel 1982, il primo premio della sua carriera.
- Nel 1982 riceve in Belgio il "Prix Saint-Michel" quale miglior disegnatore straniero per Rapsodia ungherese
- Nel 1987 riceve in Svezia il "Prix Urhunden" quale miglior album straniero per Max Friedman - t.1 La porta d'oriente
- Ottiene l'Harvey Award e nel 1995 il premio Alph-Art come miglior album straniero con il primo volume di Jonas Fink.
- Vince il la VI edizione del Gran Premio Romics[6] per i libri a fumetti con il primo volume di No pasaràn.